# فرفیون جزایر قناری
فرفیون جزایر قناری (نام علمی: Euphorbia canariensis) نام یک گونه از سرده فرفیون است.